# Замок в Швеції
«Замок в Швеції» (фр. «Château en Suède») — французько-італійська чорна кінокомедія режисера Роже Вадима, що вийшла 20 листопада 1963 року.

## Сюжет
Фільм став найвідомішою екранізацією однойменної п'єси Франсуази Саган.
Середина XX століття. Сім'я не зовсім психічно здорових шведських аристократів страждає від неробства і розважається, доводячи до смерті гостей свого відокремленого замку. Черговою жертвою їх жорстоких розіграшів стає кузен — племінник французького міністра юстиції Ерік, який вимушений тимчасово залишити батьківщину через участь в дуелі.
Коли французький родич, який захопився дружиною власника замку Елеонорою, дізнається деякі злочинні таємниці дивного сімейства, його запланована загибель стає для шведів не просто поті́шною, але і бажаною.

## У ролях
| Моніка Вітті       | ···· | Елеонора    |
| Жан-Луї Трентіньян | ···· | Ерік        |
| Курд Юргенс        | ···· | Уго Фальсен |
| Жан-Клод Бріалі    | ···· | Себастьєн   |
| Даніель Емільфорк  | ···· | Гюнтер      |
| Сюзанн Флон        | ···· | Агата       |
| Франсуаза Арді     | ···· | Офелія      |
| Мішель Ле Руайє    | ···· | Коста       |
| Сільві             | ···· | бабуся      |

## Знімальна група
| Режисер    | ···· | Роже Вадим                               |
| Сценарій   | ···· | Клод Шубльє, Роже Вадим, Франсуаза Саган |
| Продюсер   | ···· | Робер Дорфман                            |
| Оператор   | ···· | Арман Тірар                              |
| Композитор | ···· | Раймонд Сенешаль                         |
| Художник   | ···· | Жан Андре, Марк Делшніц                  |
| Монтаж     | ···· | Вікторія Меркантон                       |